# Inundação de Burchardi

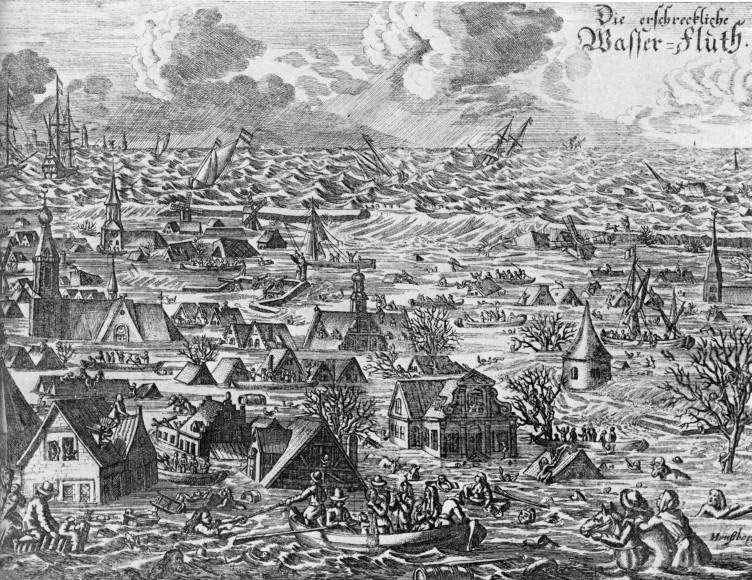
Imagem contemporânea do dilúvio

A inundação de Burchardi foi uma tempestade que atingiu a costa do Mar do Norte da Frísia do Norte e Dithmarschen (na atual Alemanha) na noite entre 11 e 12 de outubro de 1634. Ultrapassando diques, quebrou o litoral e causou milhares de mortes (8 000 a 15 000 pessoas afogadas) e danos materiais catastróficos. Grande parte da ilha de Strand foi arrastada, formando as ilhas Nordstrand, Pellworm.